# Rüdiger Gröning
Rüdiger Gröning (* 1944) ist ein deutscher Pharmazeut und ehemaliger Hochschullehrer (Pharmazeutische Technologie).

## Leben
Rüdiger Gröning studierte Pharmazie an der Universität Frankfurt am Main. Dort wurde er 1974 promoviert (Pharmazeutisch-technologische, analytische und pharmakokinetische Untersuchungen zur Retardierung von Nitroglycerin mit Hilfe von Diffusionspellets) und habilitierte sich 1982 ebenfalls dort. Er wechselte 1984 als Professor für Pharmazeutische Technologie an die Technische Universität Braunschweig, folgte 1987 einem Ruf an die Freie Universität Berlin und kam 1989 als Institutsleiter an das Institut für Pharmazeutische Technologie und Biopharmazie der Universität Münster. Neben seiner universitären Tätigkeit war er auch im Vorstand eines Arzneimittel- und Medizinprodukteherstellers vertreten.
Grönings Forschung richtete sich insbesondere auf neue Methoden zur Applikation pharmazeutischer Präparate, auch unter Einsatz computergesteuerter Verfahren.
Gröning trat 2009 in den Ruhestand.

## Publikationen (Beispiele)
- Generika – Bioäquivalenzdaten von Fertigarzneimitteln (Loseblattsammlung). Stuttgart: Deutscher Apotheker-Verlag 1988. ISBN 978-3-7692-0851-1
- BASIC für Pharmazeuten. Stuttgart: Wissenschaftliche Verlagsgesellschaft 1987. ISBN 978-3-8047-0890-7
- mit Christina Cloer, Manolis Georgarakis, Rotraut S. Müller: Compressed collagen sponges as gastroretentive dosage forms: In vitro and in vivo studies. European Journal of Pharmaceutical Sciences 30 (2007) Nr. 1, S. 1–6
- mit Georg Heun: Dosage forms with controlled gastrointestinal passage – studies on the absorption of nitrofurantoin. International Journal of Pharmaceutics 56 (1989) Nr. 2, S. 111–116
- Computer-controlled drug release from small-sized dosage forms. Journal of Controlled Release 48 (1997) Nr. 2/3, S. 185–193